# Pacifigorgia douglasii
Pacifigorgia douglasii är en korallart som först beskrevs av Sydney John Hickson 1928.  Pacifigorgia douglasii ingår i släktet Pacifigorgia och familjen Gorgoniidae. Inga underarter finns listade i Catalogue of Life.